# 灰湾子岩画
灰湾子岩画，位于中国甘肃省肃北蒙古族自治县，为一个省级文物保护单位，类型为石窟寺及石刻。
灰湾子岩画的历史年代为待考。